# 布拉克斯頓 (密西西比州)
布拉克斯頓（英語：Braxton）是位於美國密西西比州辛普森縣的村。

## 人口
根據2020年美國人口普查的數據，布拉克斯頓的面積為1.52平方千米，皆為陸地。當地共有人口186人，而人口密度為每平方千米122人。